# Fournier Ridge
Fournier Ridge ist ein 14 km langer Gebirgskamm auf der westantarktischen Rothschild-Insel nordwestlich der Alexander-I.-Insel. Er ragt im westlichen Teil der Desko Mountains auf.
Das Advisory Committee on Antarctic Names benannte ihn nach Commander James M. Fournier von der United States Coast Guard, Kommandant der USCGC Burton Island im Jahr 1971.